# Setodes atyutkata
Setodes atyutkata är en nattsländeart som beskrevs av Schmid 1987. Setodes atyutkata ingår i släktet Setodes och familjen långhornssländor. Inga underarter finns listade i Catalogue of Life.